# Калинина, Людмила Ивановна
Людми́ла Ива́новна Кали́нина (Сухарева, Старшинова; 8 сентября 1915 — 24 июня 2014) — советский и российский офицер, в годы Великой Отечественной войны — командир ремонтно-восстановительного полка, танковые войска; инженер-полковник.

## Биография
Родилась 8 сентября 1915 года в Уфе в русской интеллигентной семье. Отец — Сухарев Иван Георгиевич (1884—1962), бухгалтер; мать — Сухарева Капитолина Михайловна (1892—1975). Первый муж — Старшинов Иван Федотович; второй муж — Калинин Борис Павлович (1910—1991), танкист, участник Великой Отечественной войны, полковник танковых войск в отставке.
В 1927 году Людмила Сухарева с родителями переехала в Москву, где продолжила учёбу в школе. После окончания семилетки пришла на автозавод «АМО» учеником слесаря. Быстро освоила рабочую профессию фрезеровщика, затем стала работать слесарем по ремонту станков и автоматов. За отличную работу получила 4-й разряд. В 1932 году вышла замуж за токаря завода Старшинова Ивана Федотовича, кавалера ордена Ленина. Увлекалась также мотоциклетным, парашютным и стрелковым видами спорта.
Одновременно Людмила училась на вечернем рабочем факультете, по окончании которого в 1934 году, к удивлению родителей и подруг, поступила в Военную академию механизации и моторизации имени Сталина. Вопреки распоряжению о том, чтобы женщин в военные вузы не брать, её поступлению содействовал директор завода И. А. Лихачёв. Из 160 студентов на курсах было только две девушки. В академии познакомилась с одногруппником Борисом Калининым; они подружились и полюбили друг друга. Первый муж Иван Старшинов был репрессирован, пришлось оформить развод.
После 5-летнего обучения весной 1940 года назначена в штаб Московского военного округа, а Бориса перевели в Забайкалье.
Летом 1940 года начальник отдела штаба округа военный инженер 3-го ранга Людмила Старшинова была включена в группу специалистов по испытанию лёгкого плавающего танка Т-40, в ходе которых первые десять построенных Т-40 прошли по маршруту Москва — Брянск — Киев — Минск протяжённостью свыше трёх тысяч километров с форсированием трёх рек (в том числе, реки Днепр) и выполнением прыжка с трамплина в Князь-озеро (один из танков имел женский экипаж, в состав которого вошли механик-водитель Людмила Старшинова, Соня Скрынникова и Полина Недялкова). Т-40 с женским экипажем прошёл все испытания, а Людмила получила первую награду — значок «За отличное вождение танка».

### В годы Великой Отечественной войны
В июне 1941 года Людмила с Борисом отдыхали в Крыму, когда началась война. Прибыв в Москву, они опять разлучились: Людмилу направили на Южный фронт, а Бориса — с танковым корпусом на Западный фронт.
Военинженер 3-го ранга Людмила Старшинова поступила в распоряжение помощника командующего Южного фронта по автобронетанковым и механизированным войскам генерал-майора танковых войск А. Д. Штевнёва, который поручил ей возглавить отдел ремонта и эвакуации танков. С фронта военинженер была направлена в служебную командировку в Москву, чтобы организовать поставки на фронт запчастей к танкам и новой боевой техники. Людмила успешно справилась с этой задачей: запчасти прибыли самолётом, а позднее подошли два эшелона с новыми танками. Кроме того, ей удалось уговорить поехать с ней Бориса Калинина, который после Смоленского сражения командовал в Москве курсами по подготовке танковых экипажей. Осенью 1941 года Людмила и Борис поженились и воевали вместе.
Осенью 1941 года войска Южного фронта вели тяжёлые оборонительные бои с превосходящими силами противника. Танковые части несли потери в живой силе и технике. Военинженер 3-го ранга Людмила Старшинова в короткие часы затишья успевала подогнать к переднему краю технические «летучки», тягачи, краны, организовать эвакуацию подбитых танков в ближайший тыл. Незначительные неисправности устраняли на месте.
После введения в РККА погон и новых воинских званий, Людмила Старшинова получила звание инженер-майора. К этому времени она командовала ремонтно-восстановительным полком, который включал походно-ремонтный завод, три армейских ремонтно-восстановительных батальона, эвакуационную роту. В её подчинении находилось более тысячи человек. Её полк действовал в составе Южного, Северо-Кавказского, Закавказского фронтов и Отдельной Приморской армии. В частности, за пять месяцев 1943 года её служба восстановила в полевых условиях и вернула в строй 1525 неисправных танков. Всего ремонтники Старшиновой дали вторую жизнь более четырём тысячам танков, в 1943 году её подразделение заняло второе место среди всех танкоремонтных подразделений по всем фронтам по количеству и качеству отремонтированной техники.
Людмила Ивановна пробыла на фронте до осени 1944 года. Удостоена ордена Красного Знамени, двух орденов Отечественной войны II степени, двух орденов Красной Звезды, 23 медалей, в том числе медали «За боевые заслуги».

### Послевоенные годы
В 1945 году, сразу после окончания войны, Людмила и Борис Калинины служили в разведке, выполняя задачи по вербовке специалистов в США и Германии. Владела английским и немецким языками. Проходила службу в Научно-техническом комитете Главного бронетанкового управления. С 1955 года инженер-полковник Л. И. Калинина в запасе.
Людмила и Борис удочерили полугодовалую девочку Люду.
Участница Парада Победы 2000 года, инженер-полковник в отставке Л. И. Калинина работала в Российском Комитете ветеранов войны и военной службы, в Совете ветеранов танковых войск и вела общественную работу.
В 2000 году «за общественную деятельность и многолетний труд» президент России В. В. Путин наградил её орденом Почёта.
Последний раз водила боевую машину в 2003 году в возрасте 87 лет на полигоне в Кубинке, куда незадолго до этого привезли в подарок отремонтированный танк Т-70, поднятый из болот в районе Великих Лук. Проехала за рычагами танка 5 км.
Жила в Москве. Умерла 24 июня 2014 года. Похоронена на Николо-Архангельском кладбище.

## Награды и звания
Советские государственные награды:
- орден Красного Знамени
- два ордена Отечественной войны II степени (27 августа 1943; 6 апреля 1985)
- два ордена Красной Звезды (ноябрь 1941; февраль 1942 «за доставку боеприпасов и ремонт колёсных машин в районе Николаевка»)
- 55 медалей[3], в том числе:
  - медаль «За боевые заслуги» (6 ноября 1941)
  - медаль «За оборону Кавказа»
  - медаль «За победу над Германией в Великой Отечественной войне 1941-1945 гг.»
- знак «Отличник РККА»
- значок «За отличное вождение танка»

Российские государственные награды:
- орден Почёта (2000) — за общественную деятельность и многолетний добросовестный труд[13]

Другие награды:
- Орден Святого Князя Александра Невского I степени (Академия проблем безопасности, обороны и правопорядка)

Почётный гражданин Восточного округа Москвы, почётный ветеран города Москвы (2010).

## Память
Ей посвящены выставки и экспозиции в музее в Кубинке и в музее «История танка Т-34». Людмила Ивановна — единственный человек в России, получивший в подарок собственный танк в рабочем состоянии.

## Оценки и мнения
Председатель Московского городского Совета ветеранов Владимир Иванович Долгих:

У нас в городе более 50 тысяч участников Великой Отечественной войны — и летчики, и пехотинцы, и врачи, много людей легендарных. Но среди них таких, как Людмила Ивановна — конечно, единицы. Женщина, которая командовала 3,5 тысячами подчиненных-мужчин, восстановила 4 тысячи танков. Это колоссальный вклад в дело Победы. Людмила Ивановна — активный участник наших достижений и во время Великой Отечественной войны, и в послевоенный период.

Л. И. Калинина, 2010:

Из своих 95 лет я в танковых частях 77 лет. Это дата большая. Всего я достигла своими силами, своей головой, своим сердцем и своим желанием помочь нашей стране. Поэтому на фронт я после окончания академии поехала сама. Я была на Южном фронте, на Северокавказском. Я никогда не сачковала, не убегала от работы и учила людей. И я считаю, что моя жизнь — вся в работе, вся в желании, чтобы страна наша процветала.

За современный танк я, конечно, не сяду, там все электроникой напичкано. Переподготовка мне для этого нужна, а «Т-40», «Т-70» и «Т-34» я и сейчас поведу с закрытыми глазами.
— Л. И. Калинина, 2012
Полковник Л. И. Калинина — не единственная в России женщина-танкист, участник Великой Отечественной войны. Например, в Самаре известна фронтовичка-танкист Александра Митрофановна Ращупкина, у томичей тоже есть своя женщина-танкист — это Герой Советского Союза Мария Васильевна Октябрьская. Всего в танковых войсках было менее 20 женщин-танкистов, участников Великой Отечественной войны. Окончивших же танковые училища женщин было всего три. Бывшая санинструктор И. Н. Левченко — в 1943 году окончила ускоренный курс Сталинградского танкового училища и служила офицером связи 41-й гвардейской танковой бригады, командовала группой лёгких танков Т-60. Младший техник-лейтенант А. Л. Бойко (Моришева) — в 1943 году окончила Челябинское танковое училище и воевала на тяжёлом танке ИС-2. Дочь С. М. Кирова гвардии капитан Е. С. Кострикова после окончания Казанского танкового училища командовала танковым взводом, а в конце войны — танковой ротой.
См. также: Женщины-танкисты